# Edward Calvin Kendall
Edward Calvin Kendall (South Norwalk, 8 maart 1886 – Princeton, 4 mei 1972) was een Amerikaans scheikundige die, samen met Philip S. Hench en Tadeus Reichstein, in 1950 de Nobelprijs voor de Fysiologie of Geneeskunde won voor de ontdekking van de hormonen van de bijnierschors, hun structuur en functie.

## Biografie
Kendall werd geboren in South Norwalk, Connecticut, als jongste van de drie kinderen van de tandarts George Stanley Kendall en Eva Francis Abbott. Na de South Norwalk High School en de Stamford High School studeerde hij aan de Columbia-universiteit. Hier haalde hij in 1908, 1909 en 1910 respectievelijk zijn Bachelor, Master en Ph.D. in de scheikunde.
Kendalls eerste baan na het behalen van zijn Ph.D. was als onderzoeker voor Parke, Davis and Company (het later Pfizer); zijn taak was het isoleren van een hormoon geassocieerd met de schildklier, thyroxine. Deze werd in december 1914 in zuivere toestand verkregen. Daarna zette hij tot 1914 zijn onderzoek voort bij het St. Luke's Hospital in New York. Dat jaar werd hij hoofd van de afdeling biochemie aan de Mayo Clinic in Pittsburgh, het jaar erop werd hij benoemd tot directeur. Naast zijn werkzaamheden aan de Mayo Clinic was hij vanaf 1916 ook hoogleraar aan de Universiteit van Minnesota.
Kendall maakte verscheidene belangrijke bijdragen aan de biochemie en geneeskunde. Zijn belangrijkste ontdekking was de isolatie van thyroxine, alhoewel dit niet het werk was waarvoor hij de meeste erkenning kreeg. Samen met collega's was hij betrokken bij de isolatie van peptide glutathion uit gist en bepaalde de structuur ervan. Hij isoleerde ook verscheidene steroïden van de bijnierschors; zes steroïden werden Compound A tot en met Compound F genoemd. De belangrijkste daarvan was Compound E, cortison, welke door Philip Hench werd toegepast in de behandeling van reumatoïde artritis. In 1950 verkreeg Kendall, samen met Hench en de Zwitserse scheikundige Tadeus Reichstein, hiervoor de Nobelprijs. Het jaar daarvoor mocht hij met Hench de Albert Lasker Award in ontvangst nemen.
Zijn carrière bij Mayo eindigde in 1951 toen hij de pensioengerechtelijke leeftijd bereikte. Hij ging naar de Princeton-universiteit waar hij gasthoogleraar werd op de faculteit biochemie. Hij bleef verbonden met Princeton tot aan zijn overlijden in 1972. Kendall was gehuwd met Rebecca Kennedy; samen hadden ze vier kinderen, drie zonen (Hugh, Roy en Norman) en een dochter (Elizabeth).